# Lijst van afleveringen van Law & Order: Special Victims Unit (seizoen 11)
Dit artikel vat het elfde seizoen van Law & Order: Special Victims Unit samen.

## Hoofdrollen
- Christopher Meloni - rechercheur Elliot Stabler
- Mariska Hargitay - rechercheur Olivia Benson
- Richard Belzer - rechercheur John Munch
- Ice-T - rechercheur Fin Tutuol
- Dann Florek - hoofd recherche Donald Cragen
- Stephanie March - assistente officier van justitie Alexandra Cabot
- Tamara Tunie - dr. Melinda Warner
- BD Wong - dr. George Huang

## Terugkerende rollen
- Joel de la Fuente - forensisch onderzoeker Ruben Morales
- Jabari Gray - forensisch onderzoeker Keegan Timmons
- Noel Fisher - forensisch onderzoeker Dale Stuckey
- Sharon Stone - assistente officier van justitie Jo Marlowe
- Christine Lahti - assistente officier van justitie Sonya Paxton
- Isabel Gillies - Kathy Stabler
- Jeffrey Scaperrotta - Dickie Stabler
- Harvey Atkin - rechter Alan Ridenour
- Joanna Merlin - rechter Lena Petrovsky
- Judith Light - rechter Elizabeth Donnelly
- Lindsay Crouse - rechter D. Andrews
- Audrie Neenan - rechter Lois Preston
- Tonye Patano - rechter L. Maskin

## Afleveringen
| Aflevering | Titel        | Schrijver                       | Regie                | Uitzenddatum VS   | Selectie gastrollen |
| --- | ------------ | ------------------------------- | -------------------- | ----------------- | --- |
| 1. | Unstable     | Judy McCreary                   | Arthur W. Forney     | 23 september 2009 | Wentworth Miller - Nate Kendall Mahershalalhashbaz Ali - Mark Foster Helmar Augustus Cooper - Malcolm Foster Geneva Carr - Katie Harris Jennifer Ferrin - Rena West                                            |
| Politieagent Nate Kendall helpt een vrouw in nood en wordt zo in een verkrachtingszaak gezogen. Benson en Stabler denken dat Kendall niet geschikt is voor deze zaak vanwege zijn onstabiele persoonlijkheid. De rechercheurs maken kennis met de nieuwe assistente officier van justitie Sonya Paxton, zij heeft bewijs dat deze verkrachting overeenkomsten heeft met drie oude zaken. Stabler heeft de hoofdverdachte toen gearresteerd van deze drie zaken en beseft dan dat door verkeerde identificatie hij verantwoordelijk is voor het opsluiten van een onschuldige man voor vijftien jaar. De rechercheurs krijgen de echte dader te pakken maar zijn niet in staat om de onschuldige man vrij te krijgen. |              |                                 |                      |                   | |
| 2. | Sugar        | Daniel Truly                    | Peter Leto           | 30 september 2009 | Robert Klein - Dwight Stannich Eric McCormack - Vance Shepard Melissa Farman - Chantel Shepard Leann Hunley - Joyce Shepard Keith Nobbs - Ed Eloise Mumford - Vanessa                                          |
| Als het lichaam van een vrouw wordt gevonden in een koffer gaan Benson en Stabler op onderzoek uit. Zij geloven dat het slachtoffer een passagier was op de trein naar Tampa toen zij vermoord werd. Verder onderzoek wijst uit dat het slachtoffer aan een onlinedatingwebsite toebehoorde en als zij de beheerder van deze website willen verhoren weigert hij iets te zeggen, de rechercheurs roepen de hulp in van Paxton voor hulp. De dader blijkt uiteindelijk de dochter van de beheerder te zijn, zij heeft de moord gepleegd omdat het slachtoffer een relatie had met haar vader en zij was net een paar jaar ouder dan zij. Dit kon zij niet verdragen en daarom besloot zij de moord te plegen. De vader probeert de dochter in te dekken door de volle schuld op zich te nemen. Als dit niet lukt en zij dus toch vervolgd wordt steekt de dochter haar vader op het politiebureau dodelijk met een schaar: hij verbreekt al zijn beloften telkens weer, dit was de laatste keer. |              |                                 |                      |                   | |
| 3. | Solitary     | Amanda Green                    | Helen Shaver         | 7 oktober 2009    | Stephen Rea - Callum Donovan Deborah Ann Woll - Lily Milton John F. O'Donohue - Stevedore Jessica Walter - Petra Gilmartin                                                                                     |
| Als een melding binnenkomt van een vermiste vrouw gaan Benson en Stabler op onderzoek uit. Haar vriend wijst de verdenking naar een buurman, een veroordeelde bankovervaller die negentien jaar in de gevangenis heeft gezeten. Later wordt de vrouw levend teruggevonden en dit levert een verrassende wending op in het onderzoek, de verdachte schijnt nog een donker verleden te hebben. |              |                                 |                      |                   | |
| 4. | Hammered     | Dawn DeNoon                     | Peter Leto           | 14 oktober 2009   | Linda Emond - dr. Emily Sopher Amir Arison - dr. Manning Scott Foley - Dalton Rindell Tibor Feldman - dr. Kittle Chris Bauer - Bill Tattenger                                                                  |
| Een alcoholist wordt na een zware stapavond wakker in zijn bed, tot zijn ontzetting ziet hij overal bloedsporen in zijn woning, een flinke snee in zijn hand en vindt een dode vrouw in zijn bed. Hij kan niets meer herinneren van de nacht ervoor en belt meteen de politie. Benson en Stabler denken dat de moord een resultaat is van een uit de hand gelopen driehoeksverhouding terwijl Munch en Fin ontdekken dat het slachtoffer een abortusdokter was. Zij ondervragen de man van het slachtoffer en leren dan dat het slachtoffer meerdere dreigbrieven had ontvangen. De man die de dode vrouw in zijn bed had gevonden wordt gearresteerd voor het mishandelen van zijn zakenpartner, dit omdat hij hem overgehaald had om weer te gaan drinken. Dit leidt tot een rechtszaak waar het alcoholisme van Paxton boven tafel komt; ze begaat een grote blunder en verschijnt vervolgens dronken op de zitting waardoor de zaak aan duigen ligt en de dader vrij als een vogeltje de rechtszaal kan verlaten. Hij bekent nadien aan Benson dat hij beseft dat hij de moord wel degelijk in een door alcohol veroorzaakte blackout moet hebben begaan. Paxton moet een ontwenningskuur ondergaan en neemt afscheid van het team. |              |                                 |                      |                   | |
| 5. | Hardwired    | Mick Betancourt                 | David Platt          | 21 oktober 2009   | Rosie Perez - Eva Banks Jim True-Frost - Thomas Banks Cruz Santiago - Cory Banks Garret Dillahunt - Kevin O'Donnell Jeri Ryan - Patrice Larue                                                                  |
| Een moeder met een kort lontje komt tot een schokkende ontdekking over haar zoon Cory en zijn gedrag op school, zij brengt hem naar een dokter en hoort dan dat hij een slachtoffer is van seksueel misbruik. Benson en Stabler gaan op onderzoek uit en ondervragen eerst het slachtoffer en zijn familie. Door de beangstigde reactie van het slachtoffer als zijn stiefvader in beeld komt is de conclusie wie de dader is wel duidelijk voor de rechercheurs. Als zij de stiefvader willen arresteren wil hij de leider van een grote pedofielennetwerk, Kevin O'Donnell, geven in ruil voor een strafvermindering. Ondertussen komt Alexandra Cabot het team weer versterken. Het blijkt dat Kevin O'Donnell van zijn leden een entree heft in de vorm van zelfgefabriceerde kinderporno en als verzekering namen en adressen bijhoudt, hierdoor wordt het hele netwerk opgerold. De verdediging tracht pedofielen als onderdrukte minderheid af te schilderen en voert aan dat seks tussen volwassenen en kinderen niet schadelijk is. Ook wordt de moeder als slechte gewelddadige moeder afgeschilderd. Dit mislukt als Cory in de rechtszaal roept dat hij verkracht is en van zijn moeder houdt. Ondanks dat de rechter de jury oproet dit te negeren wordt de stiefvader tot 20 jaar en O'Donnell tot 3,010 jaar gevangenisstraf veroordeeld: 10 jaar voor de poging seks met Cory te hebben en 2 jaar voor ieder kinderpornoplaatje op zijn computer. |              |                                 |                      |                   | |
| 6. | Spooked      | Jonathan Greene                 | Peter Leto           | 28 oktober 2009   | Vincent Spano - FBI agent Dean Porter Paola Mendoza - Terri Banes Jose Yenque - Manuel Rojas Juan Carlos Hernández - Michael Garcia                                                                            |
| In de oplegger van een vrachtwagen worden twee lichamen ontdekt, een man en een vrouw waarvan de borstimplantaten weggesneden zijn. Benson en Stabler onderzoeken deze zaak en kunnen het mannelijke slachtoffer linken aan een gevaarlijke Mexicaanse drugskartel. De rechercheurs volgen een spoor naar een achtergelaten drugspartij en zijn verrast als zij ineens FBI agent Dean Porter tegenkomen die ook aan deze zaak bezig is. Als een verdachte Benson onder schot houdt wordt deze doodgeschoten door Porter, dat hij op tijd was is wel zeer toevallig. Benson gebruikt nu haar charmes om Porter over te halen om hen te helpen met het lokaliseren van de moordenaar. Cragen krijgt nu geen verdere keus dan de dader en Porter te laten gaan als het duidelijk wordt dat het vrouwelijke slachtoffer een gevaar was voor de nationale veiligheid. |              |                                 |                      |                   | |
| 7. | Users        | Michael Angeli                  | David Platt          | 4 november 2009   | James Frain - Martin Gold Ryan Kelley - Enzo Cooke Maddie Corman - Terri Dunne James Colby - Greg Dunne Justine Ezarik - A.J. Dunne                                                                            |
| Een foto van een vermoord tienermeisje verschijnt op het internet en wordt al snel een hit. De rechercheurs gaan op onderzoek uit samen met de vader van het slachtoffer. Hij wijst de rechercheurs naar de therapeut van zijn dochter, hij blijkt een waterdichte alibi te hebben voor de moord. Terwijl Munch en Fin druk bezig zijn om de gestolen creditcard van het slachtoffer te lokaliseren ontdekken Warner en Stabler dat een andere patiënte van de therapeut ingebroken heeft in het mortuarium. De zaak neemt een onverwachte wending als blijkt dat de belangrijkste getuige verslaafd is aan heroïne. Dr. Huang zet zijn licentie op het spel als hij een illegale drug gebruikt op de getuige om versneld af te laten kicken. |              |                                 |                      |                   | |
| 8. | Turmoil      | Judy McCreary                   | Peter Leto           | 11 november 2009  | Austin Lysy - Russell Hunter Cindy Katz - Mrs. Newsome Rob Campbell - Harold Moore Shana Dowdeswell - Nikki Sherman Joseph Siravo - advocaat                                                                   |
| Nadat een vijftienjarig meisje wordt verkracht lekken hiervan foto's uit naar het internet. Hierdoor wordt de zaak nog ingewikkelder voor Benson en Stabler, het begint uit de hand te lopen zodat Cabot een onderzoek krijgt door de Orde van Advocaten. Benson en Stabler kunnen haar niet helpen omdat zij op zoek zijn naar de zoon van Stabler die vermist wordt samen met een vriend van hem, de vriend blijkt een afgekickte drugsverslaafde te zijn. |              |                                 |                      |                   | |
| 9. | Perverted    | Dawn DeNoon                     | David Platt          | 18 november 2009  | Robert John Burke - hoofd interne zaken Ed Tucker Patrick Heusinger - Brady Harrison Tom Pelphrey - T-Bone |
| Het lichaam van een fietser wordt gevonden in het park, hij is seksueel misbruikt en vermoord. Tot ieders verrassing wijst het DNA bewijs richting rechercheur Benson als belangrijkste verdachte. Munch en Fin gaan verder met het onderzoek naar de echte dader terwijl Stabler vecht voor de onschuld van zijn partner. Benson wordt geconfronteerd met een crimineel die zij jaren eerder heeft gearresteerd. Hij is in de tijd dat hij gevangen zat zo vaak seksueel misbruikt dat hij nu met behulp van een dokter wraak wilde nemen op Benson door haar in de val te lokken met valse DNA sporen. |              |                                 |                      |                   | |
| 10. | Anchor       | Amanda Green Daniel Truly       | Jonathan Kaplan      | 9 december 2009   | John Schuck - hoofd recherche Muldrew John Larroquette - Randall Carver Thomas Sadoski - Joe Thagard Megalyn Echikunwoke - Keiko Nishimura Yaya Alafia - Audrina                                               |
| Als twee jonge meisjes in een maand tijd worden vermoord, besluit Fin op onderzoek uit te gaan. Benson brengt Fin in contact met een journalist die hem op weg kan helpen. Nadat er een derde meisje wordt vermoord, ontdekt Fin dat alle drie de slachtoffers anchor baby's, baby's die in de Verenigde Staten zijn geboren met buitenlandse ouders, waren. Fin schakelt de hulp in van de Immigratie- en Naturalisatiedienst. Na het onderzoeken van de haatbrieven naar deze dienst en het zien van een gevecht tussen een immigratieadvocaat en een fanatiekeling die fan is van een conservatieve praatprogrammagastheer begint Fin zicht te krijgen op de dader van deze moorden. |              |                                 |                      |                   | |
| 11. | Quickie      | Ken Storer                      | David Platt          | 6 januari 2010    | David Thornton - Lionel Granger Brian Geraghty - Peter Butler Jack Larson - Dewey Butler Monique Gabriela Curnen - advocate Owens Brady Corbet - Henry Christensen Orlagh Cassidy - mrs. Christensen           |
| Het lichaam van een zeventienjarig meisje wordt vermoord in een steeg gevonden. Benson en Stabler gaan op onderzoek uit en met behulp van de ex-vriend van het slachtoffer komen zij uit bij een website die vrouwen met mannen in contact brengt. Benson besluit om incognito gebruik te maken van deze website om zo de dader te zoeken, zij komt in contact met een zeer charmante man die wel van verschillende vrouwen houdt. Deze man heeft contact gehad met het slachtoffer en heeft ook seks gehad met haar zonder condoom. De zaak wordt gesloten als blijkt dat een andere verdachte schuldig wordt bevonden voor de moord. De zaak wordt toch weer geopend als blijkt dat het slachtoffer besmet is met het hiv-virus door de eerdere verdachte. Om Cabot te helpen met de rechtszaak tegen deze verdachte voor het bewust verspreiden van het hiv-virus, wordt een eerdere partner van de verdachte in de getuigenbank geroepen. Op het moment dat dit tegen Cabot blijkt te gaan werken neemt de opa van de verdachte zichzelf kwalijk voor de misdaad van zijn kleinzoon en besluit het recht te zetten. |              |                                 |                      |                   | |
| 12. | Shadow       | Amanda Green                    | Amy Redford          | 13 januari 2010   | John Schuck - hoofd recherche Muldrew Naveen Andrews - rechercheur Ash Ramsey Valerie Cruz - Camilla Velez Dennis Boutsikaris - Nate Hartman Sarah Paulson - Anne Gillette                                     |
| Als een welgesteld echtpaar vermoord in hun slaapkamer worden gevonden gaan Benson en Stabler op onderzoek uit. Zij ondervragen hun dochter Anne en die vertelt hen dat zij de laatste dagen gevolgd werd door een vreemde man. Nader onderzoek wijst uit dat de vreemde man rechercheur Ash Ramsey is van de fraudedivisie. Hij is ervan overtuigd dat Anne haar ouders heeft vermoord voor hun geld. Ramsey is ook zeer wantrouwend op de zakenmanager van Anne, hij geloofd dat de manager Anne heeft geholpen met het stelen van geld uit de fondsen die zij opgesteld hadden. Met het weinige bewijs dat zij tot nu toe hebben zijn de rechercheurs toch in staat om, door gebruik van chantage, de leider van de fondsen onder druk te zetten zodat zij een aanklacht kunnen indienen tegen Anne voor verduistering. |              |                                 |                      |                   | |
| 13. | P.C.         | Daniel Truly                    | Juan José Campanella | 3 maart 2010      | Kathy Griffin - Babs Duffy Sutton Foster - Rosemary Kate Udall - Sharon Harris Chad Donella - Ronnie Watley |
| Een politieagent vindt een vrouw die flink mishandeld is, zij sterft in het ziekenhuis voordat Benson en Stabler haar kunnen ondervragen. Al snel maken zij kennis met een beweging voor lesbiennes en hun "charmante" leidster. Deze beweert dat de dood van de vrouw het resultaat is door het negeren van de politie van de lgbt-samenleving. Op het eerste gezicht verdenken de rechercheurs de ex-verloofde van het slachtoffer, maar als zij in de cel zit worden er nog meer vrouwen aangevallen. Met behulp van beveiligingscamera's en hun eigen onderzoek zijn zij in staat om de dader op te pakken, het is een man die uit homofobie heeft gehandeld. Ondertussen wordt er een geheim blootgelegd van de leidster van de beweging voor lesbiennes dat zeer pijnlijk is voor de beweging. |              |                                 |                      |                   | |
| 14. | Savior       | Mick Betancourt                 | Peter Leto           | 3 maart 2010      | Amir Arison - dr. Manning Lee Tergesen - Billy Skags Mischa Barton - Gladys Dalton Delaney Williams - John Buchanan Elizabeth Marvel - dr. Frantz                                                              |
| Als er een serie prostituees worden vermoord met een zelfgemaakt gebedskaartje op het lichaam gaan Benson en Stabler op onderzoek uit. Hun onderzoek leidt naar een religieuze fanatiekeling, maar als zij een slachtoffer vinden die de aanval heeft overleefd kunnen zij een andere verdachte arresteren en laten berechten. Benson maakt ondertussen een moeilijke beslissing als de overlevende haar voor hulp vraagt. |              |                                 |                      |                   | |
| 15. | Confidential | Jonathan Greene                 | Peter Leto           | 10 maart 2010     | Lena Olin - Ingrid Block Richard Burgi - Richard Morgan Russell G. Jones - Hopkins Yul Vazquez - Daniel Hardy                                                                                                  |
| De rechercheurs vinden het lichaam van een vrouw in een vuilcontainer, zij staat op een beveiligingscamera waar zij seksueel mishandeld werd. Munch herinnert zich een zaak met dezelfde methode van twintig jaar geleden, hierop gaan Benson en Stabler naar Sing Sing om de vermoedelijke dader van toen te ondervragen. De rechercheurs ontdekken dat een gebouweigenaar beide moorden heeft gepleegd na felle tegenstand van zijn advocate. In de rechtszaak wordt duidelijk dat de advocate wist dat haar cliënt twintig jaar geleden de moord had gepleegd maar niets kon zeggen in verband met haar beroepsgeheim. |              |                                 |                      |                   | |
| 16. | Witness      | Dawn DeNoon Christine M. Torres | David Platt          | 17 maart 2010     | Anne James - dr. Jane Larom Sean Cullen - Brett Trask Zachary Spicer - Jason Harris Diora Baird - Lainie McCallum Eric Lange - Bryce Kelton                                                                    |
| Een vrouw wordt verkracht en neergestoken in de trappenhal in haar appartementencomplex, zij overleefd de aanval en verklaart dat zij gered is door een donkere vrouw die de aanvaller in zijn oog stak. Benson en Stabler komen erachter wie de donkere vrouw is, het is ‘Nardalee Ula en zij is een illegale immigrante uit Congo-Kinshasa. Zij vluchtte uit haar land voor het vele seksuele geweld tegen vrouwen in oorlogstijd. Het slachtoffer van de verkrachting overlijdt alsnog aan de gevolgen van MRSA, nu is Nardalee de enige die de aanvaller kan identificeren. Zij riskeert hiermee wel dat zij het land uitgezet kan worden. Door haar getuigenis kan de aanvaller berecht worden en als beloning krijgt zij een verblijfsvergunning, deze weigert zij en besluit terug te gaan naar haar geboorteland om andere vrouwen te helpen van seksueel geweld. |              |                                 |                      |                   | |
| 17. | Disabled     | Judy McCreary                   | Paul Black           | 24 maart 2010     | Amir Arison - dr. Manning Jeri Ryan - Patrice Larue Jill Scott - Janice Raleigh Lisa Arrindell Anderson - Cara Raleigh Cara Raleigh - Garrett Blaine                                                           |
| Als een vrouw die zwaar invalide is door MS en niet kan praten niet opkomt dagen als de bus klaar staat gaat de chauffeur poolshoogte nemen bij haar thuis, hij vindt haar mishandelt en verkracht in haar huis. Benson en Stabler gaan op onderzoek uit en ondervragen haar neef dat een alibi geeft dat niet blijkt te kloppen en de zus van het slachtoffer mishandelt haar psychisch, wat blijkt uit video opnames. Dit resulteert dat zij beide verdacht worden van de aanval. Het slachtoffer is dan toch in staat om aan te geven dat de buschauffeur de aanvaller is en kan dankzij haar berecht worden in de rechtbank. Ondertussen moeten de rechercheurs het slachtoffer helpen tegen haar zus die haar in een verzorgingstehuis wil laten opnemen. |              |                                 |                      |                   | |
| 18. | Bedtime      | Charley Davis                   | Helen Shaver         | 31 maart 2010     | Jaclyn Smith - Susan Delzio Ann-Margret - Rita Wills Renée Taylor - Maude Monaghan Robert Newman - Cal Cutler William Atherton - Ned Bogden                                                                    |
| Een vrouw wordt verkracht en vermoord gevonden in haar bed met een "X" gekerfd in haar wang. Benson en Stabler gaan op onderzoek uit en verdenken al snel een vrouwenhatende administrateur. Cragen denkt dat de verdachte de beruchte Bedtime Butcher is die dertig jaar geleden vijf vrouwen heeft vermoord, maar die zaak is intussen gesloten. Dr. Warner verklaart dat hij al de vrouwen vermoord heeft met uitzondering op één, zij adviseert de rechercheurs te zoeken naar een vrouwelijke na-aper. Gebaseerd op een vrouwelijk blonde haar die zij gevonden heeft op het lichaam. De politieagent die in het verleden de zaak behandelde leidt de rechercheurs naar drie vrouwen die toen vochten om de liefde van de verdachte. |              |                                 |                      |                   | |
| 19. | Conned       | Ken Storer                      | David Platt          | 7 april 2010      | Ernest Waddell - Ken Randall John Magaro - Andrew Hingham Kristin Griffith - Joyce Hingham Gretchen Egolf - Kendra Gill Ally Walker - dr. Stanton                                                              |
| Een homoseksuele prostituee wordt vermoord gevonden in een opslagruimte van een hotel gedurende een bruiloft. Hij heeft een identiteitsbewijs bij zich van een vriend genaamd Andrew Hingam. Fin vraagt informatie aan zijn zoon Ken over deze twee jongens. Ken leidt Fin naar Andrew die verklaart de moord gepleegd te hebben uit zelfverdediging. Het onderzoek wordt ingewikkeld als blijkt dat de therapeute van Andrew hem behandeld heeft met medicijnen en elektroconvulsietherapie, dit kan invloed hebben over zijn handelwijze. |              |                                 |                      |                   | |
| 20. | Beef         | Lisa Loomer                     | Peter Leto           | 21 april 2010     | Lynn Cohen - Rosa Donetti Robert Petkoff - John Reilly Aaron Tveit - Jan Eyck Ellen Dolan - Lisbeth Sandler Arthur J. Nascarella - Alberto Seraphine                                                           |
| Als een medewerkster van een vleesbedrijf wordt verkracht en vermoord, gaan Benson en Stabler op onderzoek uit. Zij verdenken op het eerste gezicht een vegetariër die in hetzelfde gebouw woont als het slachtoffer. Maar dan ontdekken de rechercheurs dat het slachtoffer een undercover dierenactiviste was die de misstanden in het vleesbedrijf wilde blootleggen. Informatie van de eigenaar van het vleesbedrijf en de opzichter leidt de rechercheurs naar een medewerker waarvan zijn DNA overeenkomt met het bewijs. Deze verdachte wordt ook vrijgesteld van het misdrijf, nadat zijn jaloerse vrouw verklaart dat haar man erin geluisd is. Om de echte dader te vinden besluit Benson undercover te gaan werken in het bedrijf en zo de gangen na te lopen van het slachtoffer voordat zij vermoord werd. |              |                                 |                      |                   | |
| 21. | Torch        | Mick Betancourt Amanda Green    | Peter Leto           | 28 april 2010     | Jason Jurman - Mitch Shankman Sam Waterston - Jack McCoy Brad Dourif - dr. Iggy Drexel Kevin Anderson - Frank Sullivan Justine Cotsonas - Emily Sullivan                                                       |
| Als er twee jonge meisjes omkomen in een woningbrand gaan Benson en Stabler op onderzoek uit. Zij krijgen hulp van een oude partner van Stabler, Jo Marlowe, nu de nieuwe assistente officier van justitie. Eerst denken zij dat de vader het vuur heeft aangestoken maar verder onderzoek door een onafhankelijke pyrotechniek onderzoeker wordt deze vrijgepleit. Deze onderzoeker verklaart dat de onderzoeker van de brandweer een aantal fouten heeft gemaakt in zijn onderzoek. Nu is het de taak aan de rechercheurs om de echte dader te vinden. |              |                                 |                      |                   | |
| 22. | Ace          | Jonathan Greene                 | David Platt          | 5 mei 2010        | Sean Cullen - Brett Trask Robert Mouzakes - Donavan Black David Paymer - dr. Stephen Elroy Delaney Williams - John Buchanan Pasha D. Lychnikoff - Anton Petrov                                                 |
| Een zwangere vrouw die verkracht is loopt weg uit het ziekenhuis. Benson en Stabler willen haar weer vinden en zetten een zoektocht op. In hun zoektocht komen zij een illegale babyhandel op het spoor die geleid wordt door een Bulgaars misdaadkoning. Wanneer zij het slachtoffer vermoord terugvinden, gaan Benson en Stabler undercover als een onvruchtbaar echtpaar om zo de dader te kunnen vinden. De zaak wordt gecompliceerd als in de rechtszaak de gynaecoloog, die betrokken is in de babyhandel door het leveren van zwangere vrouwen, dezelfde advocaat heeft als de criminele bende die de gynaecoloog gebruikte in de babyhandel. De gynaecoloog beseft dat als hij tegen de bende getuigt hij ten dode is opgeschreven. |              |                                 |                      |                   | |
| 23. | Wannabe      | Dawn DeNoon                     | David Platt          | 12 mei 2010       | Graham Davie - Brad Fletcher Elizabeth Rich - Mrs. Fletcher Joe Lanza - Phil Fletcher Michael Willis - mr. Fletcher Alex Kingston - Miranda Pond Raphael Sbarge - Wayne Hankett Raymond J. Barry - mr. Hankett |
| Nadat er drie jonge meisjes worden verkracht lukt het door een politieagent om de dader te arresteren. Er rijst alleen een probleem als blijkt dat de politieagent geen echte agent is maar is nog een student die in zijn vrije tijd politieagentje speelt. Ondanks herhaalde verzoeken van Marlowe om van de zaak weg te blijven blijft de student zich bemoeien met de zaak. Hij wordt tot twee keer toe gearresteerd tijdens zijn onderzoek en wordt bijna doodgeschoten door de vader van de verkrachter. Dit komt de zaak ten goede als Marlowe de vader in de zaak betrekt. |              |                                 |                      |                   | |
| 24. | Shattered    | Amanda Green Daniel Truly       | Peter Leto           | 19 mei 2010       | Eric Schneider - Eddie Nelson D.W. Moffett - Paul Olsen Jake Miller - Nicholas Olsen Isabelle Huppert - Sophie Gerard                                                                                          |
| Benson en Stabler zijn ingezet om een jonge jongen op te sporen die ontvoerd is in opdracht van zijn moeder, dit omdat de vader volledige voogdij zou krijgen na een echtscheiding. De moeder is een antropoloog die haar zoon wil meenemen als zij over de wereld reist voor haar werk. De ontvoering gaat fout als de ontvoerder en de zoon sterven bij een auto-ongeluk tijdens een vluchtpoging van de politie. Dit maakt de moeder hysterisch en draait helemaal door in het mortuarium. Dit eindigt in een gijzeling door de moeder van haar echtgenoot, Benson, dan schiet zij Dr. Warner neer. |              |                                 |                      |                   | |